# Templo Miaoying
El Templo Miaoying, también conocido como el Templo de la Estupa Blanca es un templo budista chino en el lado norte de la calle Fuchengmennei en el distrito Xicheng de Beijing. Fue un monasterio de la escuela Gelug del budismo tibetano y ahora está abierto al público como museo. La Pagoda Blanca del templo fue construida en 1279 en la dinastía Yuan y es la pagoda budista tibetana más antigua y más grande de China.

## Historia

### Dinastía Yuan
La pagoda del templo se construyó en el sitio de una pagoda anterior del templo de Yong'an en la dinastía Liao (916-1125).
El templo fue construido en 1279 bajo las órdenes del emperador Kublai Khan y originalmente se llamó "Templo Dashengshou Wan'an". La Pagoda Blanca construida en la dinastía Yuan es la pagoda budista tibetana más antigua y más grande de China. En 1961, el Consejo de Estado de la República Popular China anunció la "Pagoda Blanca del Templo Miaoying" como una de las primeras unidades nacionales de protección de reliquias culturales clave.

### Dinastías Ming y Qing
Hubo templos construidos en su lugar desde las dinastías Liao y Yuan. La famosa estupa blanca también data de la dinastía Yuan para albergar una reliquia de Buda. Sin embargo, el edificio actual data de la dinastía Ming, así como su nombre de pila, "Miaoying Si", que significa "Templo de la Respuesta Maravillosa".

### SigloXX
En 1961, el entonces primer ministro chino Zhou Enlai firmó una Proclamación declarando que el Templo debía ser protegido como Tesoro Nacional. Esta Proclamación mantuvo a salvo a la Estupa Blanca durante la Revolución Cultural de la década de 1960.
En 1976, el templo fue seriamente dañado por el terremoto de Tangshan. La parte superior de la estupa se inclinó hacia un lado, los ladrillos y la argamasa que sostenían la estupa se derrumbaron y muchas reliquias se rompieron.
En 1978, el Departamento de Reliquias Culturales de Beijing emprendió la tarea de reparar y renovar el templo. Se repararon y renovaron los patios, los cuatro pabellones de las esquinas, la Sala de los Budas de las Tres Edades, la Sala de los Reyes Celestiales (Tianwang dian) frente a la estupa, la Sala de los Siete Budas y la propia estupa.

El complejo fue nuevamente renovado en 2010.

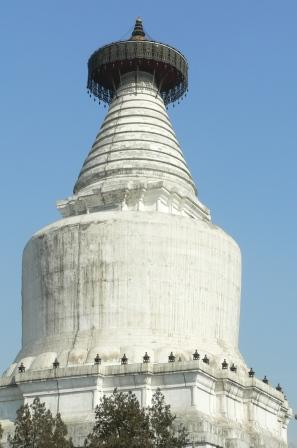
La Pagoda Blanca
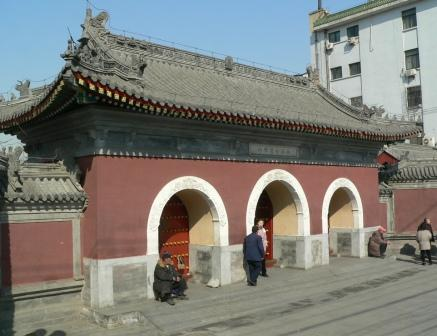
La puerta del templo
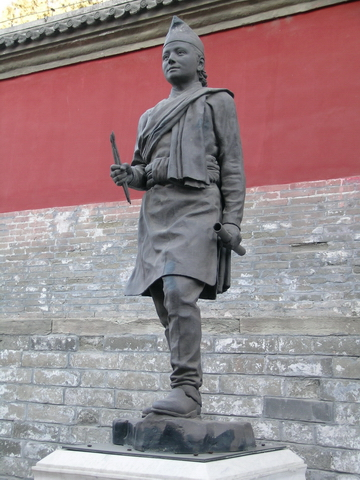
Estatua del arquitecto nepalí Araniko, que ayudó a construir la pagoda del templo.
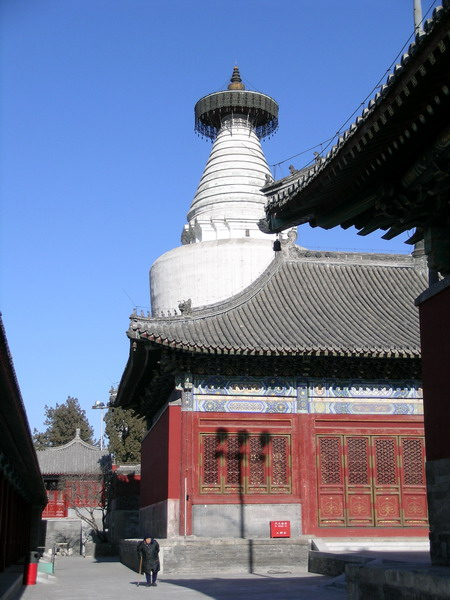
Desde la vista lateral